# Regionaal Sportcomplex Brestsky
Het Regionaal Sportcomplex Brestsky (OSK Brestsky) is een multifunctioneel stadion in Brest, een stad in Wit-Rusland. Het stadion wordt vooral gebruikt voor voetbalwedstrijden, de voetbalclub Dinamo Brest maakt gebruik van dit stadion. Er is plaats voor 10.600 toeschouwers.
Het stadion werd geopend in 1937 en werd toen Spartakstadion genoemd. Die naam zou het stadion houden tot het in 1972 werd veranderd in het Dinamostadion. Tussen 1996 en 1999 werd het gerenoveerd. Na de renovatie kreeg het stadion zijn huidige naam, Regionaal Sportcomplex Brestsky. Regelmatig worden er internationale wedstrijden gespeeld. Op clubniveau speelt Dinamo Brest hier Europese wedstrijden. Bijvoorbeeld in de UEFA Cup van 2007-2008 toen het tegen FK Liepāja speelde. Ook in 2017 speelde Brest hier een Europese wedstrijd, dit keer tegen het Oostenrijkse Rheindorf Altach. Ook het nationale elftal speelt hier weleens een wedstrijd.